# Long John Peter
Long John Peter (titulado John Peter el Largo en España y Peter el Largo en Hispanoamérica) es el duodécimo episodio y último de la sexta temporada de la serie Padre de familia emitido el 4 de mayo de 2008 a través de FOX. Debido a la huelga de guionistas de Hollywood de 2007-08 la producción de la temporada fue corta siendo la segunda con menos episodios después de la primera (con siete). El capítulo está escrito por Wellesley Wild y dirigido por Dominic Polcino.
La trama se centra en Chris, el cual después de una visita al veterinario se enamora de Anna, una joven interina con la que empieza a salir hasta que Peter le arruina su relación, por otro lado este empieza a portarse como un pirata después de robar un loro.
El capítulo fue visto por 7,68 millones de televidentes el día de su emisión. En cuanto a la recepción, recibió críticas positivas. Como artistas invitados prestan sus voces a sus respectivos personajes: Amanda Bynes, Bryan Cranston, Mae Whitman.

## Argumento
En la clínica veterinaria, los Griffin aguardan con nerviosismo la salida de Brian, quien es sometido a una operación a causa de un dolor de estómago, finalmente la cosa sale bien, por otra parte Chris ve tras el mostrador de recepción a una joven y empieza a tener una sensación que jamás tuvo, Peter por otro lado conoce a un loro del que se encapricha y decirle robarlo. Peter empieza a ir con el animal a todas partes, cuando se lo enseña a sus amigos en el bar, estos les dicen que parece un pirata, emocionado, cambia drásticamente su personalidad y empieza a portarse como tal hasta tal punto de reclutar una banda de piratas y cambiarse su nombre por el de Peter el Largo, no tarda pues en aterrar la ciudad con sus saqueos. Al cabo de unos días, la banda de Peter el Largo capitaneado por el propio Peter inician la persecución de un coche británico con tabaco, especias y azúcar. Finalmente entablan una batalla de la que sale triunfante, pero durante la misión, el loro es seriamente dañado y muere para disgusto de Peter que decide abandonar su reciente vida de pirata
De vuelta a la clínica, Peter pregunta por el estado de su mascota al veterinario que le atiende, pero entra en depresión cuando le anuncia la muerte del ave, por otro lado, Chris se reencuentra con Anna con quien mantiene una conversación sobre el animal de su padre, Chris no tarda mucho en pedirle salir a lo que ella accede encantada. Lamentablemente en su primera cita, Chris parece muy nervioso, aunque es tranquilizado después por ella quien dice gustarle. El chico enseguida empieza a tener curiosidades sobre el sexo y le pregunta a su padre sobre lo de "Las abejas y la flor", Peter le sugiere que si quiere que la relación prospere, debe tratar a Anna mal. Sus consejos no tardan en conseguir malos resultados, ya que deja a Anna con el corazón roto y decide abandonarle entre lágrimas tras ser insultada, Chris descubre que ha cometido un grave error al hacer caso a su padre. Lois se enfurece con Peter por pedirle a su hijo ser borde con aquella chica y tras culparle de la ruptura, le pide que arregle la situación.
Al subir a su habitación, Peter se encuentra a Chris, deprimido y llorando desconsoladamente mientras mira la foto de quien hasta hace un día era su novia. Su padre intenta animarle llevándole a conocer otras chicas, Chris accede aunque en un principio se mantiene reacio a conocer a alguien más, desafortunadamente los resultados no son buenos y Chris sigue igual. En la cocina, Lois se encuentra a su hijo cabizbajo, Chris le explica que la ayuda de su padre no sirven de nada, Lois le comenta entonces haber estado siendo aconsejado por todo el mundo menos por el que de verdad importa (él mismo), su madre le sugiere que vaya a verla y le exprese sus sentimientos, pero cuando le dice a ella que Anna no quiere volverle a ver, Lois le sugiere que se invente una excusa. Siguiendo los consejos de su progenitora, Chris le arrea a Brian un golpe con la silla, inmediatamente, Chris va a la veterinaria a disculparse con Anna, todavía enfada con él, pero se le pasa de manera inmediata al ver la cara desfigurada de Brian (fruto del golpe), tras besarla, se reconcilian y Anna decide darle otra oportunidad, mientras Brian cae tendido al suelo ante la indiferencia de los dos que deciden salir mientras este pide ayuda urgente, sin embargo, solo recibe una patada en las partes por parte de Stewie.

## Producción
El episodio fue escrito por Wellesley Wild y dirigido por Dominic Polcino. Según palabras del productor consultivo Tom Devanney, la trama del "pirata" Peter se le ocurrió a Wild mientras estuvo inactivo un mes. Seth MacFarlane elaboró la estructura de Peter con la de Chris inspirándose en el piloto previo a la serie, The Life of Larry. David A. Goodman por su parte alabó la interpretación de Amanda Bynes como el romance de Chris. Aparte de Bynes y el reparto habitual, el episodio cuenta con la colaboración de los actores Bryan Cranston y Mae Whitman.